# Pape Gueye
Pape Alassane Gueye (Montreuil, Francia, 24 de enero de 1999) es un futbolista senegalés que juega de centrocampista en el Villarreal C. F. de la Primera División de España.

## Trayectoria

### Clubes

#### Le Havre A. C.
Formado en el Le Havre A. C., donde llegó a Blanc-Mesnil  a la edad de 13 años. Debutó en Ligue 2 el 5 de mayo de 2017, contra el Niort. El 20 de junio de 2017 firma su primer contrato profesional. Tras la lesión de su compañero  Victor Lekhal, Gueye experimentó su primera titularidad en Ligue 2, el 1 de abril de 2019, contra el R. C. Lens. Luego pasó a jugar una serie de partidos y gradualmente se estableció como titular de Le Havre, del cual ocasionalmente se convirtió en el capitán.

#### Watford F. C.
Acabada la temporada 2019-20, firmó un precontrato con el Watford F. C. el 29 de abril de 2020. El club inglés oficializa su llegada al club por cinco años. Debido a desacuerdos internos por irregularidades en el contrato, el 14 de junio del 2020, Gueye anuncia su desafiliacion de los Hornets.

#### Olympique de Marsella
El 1 de julio de 2020 llegó al Olympique de Marsella en condición de agente libre, firmando un contrato hasta el 30 de junio de 2024.

#### España
En el mercado invernal de la temporada 2022-23 fue cedido sin opción a compra al Sevilla F. C. Marcó su primer gol, y fue elegido MVP del partido, con el club hispalense en la victoria por 3 a 2 contra el R. C. D. Espanyol.
En la temporada 2023-24 regresó a Marsella y al final de la misma quedó libre. Entonces volvió a España tras firmar por cuatro años con el Villarreal C. F.

## Selección nacional
En 2017 jugó cuatro partidos con Francia sub-18 y seis con Francia sub-19. Hizo su debut con el equipo sub-18 contra Italia, el 8 de febrero, sustituyendo a Boubakary Soumare en el minuto 67. Su primer partido con la sub-19 se lleva a cabo el 22 de julio contra Haití. Su último partido internacional fue una victoria por 1-0 sobre Escocia el 7 de octubre.
Sin embargo, decidió representar a Senegal a nivel superior. Debutó con el equipo nacional de Senegal en una victoria de la clasificación a Catar 2022 de 2–0 sobre el Congo el 14 de noviembre de 2021.
Fue parte del equipo de Senegal para la Copa Africana 2021, donde los leones de Teranga ganaron el torneo por primera vez en su historia.
Gueye jugó en tres de los cuatro partidos de Senegal en la Copa Mundial de la FIFA 2022, comenzando la victoria 2-1 sobre Ecuador que calificó a la nación para la ronda de octavos de final por primera vez desde su debut en 2002.
En diciembre de 2023 fue nombrado en el equipo de Senegal para la Copa Africana de Naciones 2023 que se celebró en Costa de Marfil.

## Estadísticas

### Clubes
Actualizado al último partido disputado el 10 de mayo de 2025.
| Club                          | Div.          | Temporada     | Liga  | Liga  | Copas nacionales | Copas nacionales | Copas internacionales | Copas internacionales | Total | Total |
| Club                          | Div.          | Temporada     | Part. | Goles | Part.            | Goles            | Part.                 | Goles                 | Part. | Goles |
| ----------------------------- | ------------- | ------------- | ----- | ----- | ---------------- | ---------------- | --------------------- | --------------------- | ----- | ----- |
| Le Havre A. C. II Francia     | 4.ª           | 2016-17       | 11    | 1     | ―                | ―                | ―                     | ―                     | 11    | 1     |
| Le Havre A. C. II Francia     | 4.ª           | 2017-18       | 18    | 1     | ―                | ―                | ―                     | ―                     | 18    | 1     |
| Le Havre A. C. II Francia     | 4.ª           | 2018-19       | 10    | 0     | ―                | ―                | ―                     | ―                     | 10    | 0     |
| Le Havre A. C. II Francia     | Total club    | Total club    | 39    | 1     | 0                | 0                | 0                     | 0                     | 39    | 1     |
| Le Havre A. C. Francia        | 2.ª           | 2016-17       | 1     | 0     | 0                | 0                | ―                     | ―                     | 1     | 0     |
| Le Havre A. C. Francia        | 2.ª           | 2017-18       | 1     | 0     | 0                | 0                | ―                     | ―                     | 1     | 0     |
| Le Havre A. C. Francia        | 2.ª           | 2018-19       | 12    | 0     | 2                | 0                | ―                     | ―                     | 14    | 0     |
| Le Havre A. C. Francia        | 2.ª           | 2019-20       | 25    | 0     | 1                | 0                | ―                     | ―                     | 26    | 0     |
| Le Havre A. C. Francia        | Total club    | Total club    | 39    | 0     | 3                | 0                | 0                     | 0                     | 42    | 0     |
| Olympique de Marsella Francia | 1.ª           | 2020-21       | 32    | 2     | 3                | 0                | 4                     | 0                     | 39    | 2     |
| Olympique de Marsella Francia | 1.ª           | 2021-22       | 28    | 0     | 1                | 0                | 13                    | 1                     | 42    | 1     |
| Olympique de Marsella Francia | 1.ª           | 2022-23       | 14    | 1     | 2                | 0                | 3                     | 0                     | 19    | 1     |
| Sevilla F. C. · España        | 1.ª           | 2022-23       | 16    | 1     | ―                | ―                | 0                     | 0                     | 16    | 1     |
| Sevilla F. C. · España        | Total club    | Total club    | 16    | 1     | 0                | 0                | 0                     | 0                     | 16    | 1     |
| Olympique de Marsella Francia | 1.ª           | 2023-24       | 15    | 1     | —                | —                | —                     | —                     | 15    | 1     |
| Olympique de Marsella Francia | Total club    | Total club    | 89    | 4     | 6                | 0                | 20                    | 1                     | 115   | 5     |
| Villarreal C. F. · España     | 1.ª           | 2024-25       | 31    | 2     | 2                | 1                | ―                     | ―                     | 33    | 3     |
| Villarreal C. F. · España     | Total club    | Total club    | 31    | 2     | 2                | 1                | 0                     | 0                     | 33    | 3     |
| Total carrera                 | Total carrera | Total carrera | 214   | 8     | 11               | 1                | 20                    | 1                     | 245   | 10    |

## Palmarés

### Títulos internacionales
| Título                    | Club (*)             | Sede    | Año  |
| ------------------------- | -------------------- | ------- | ---- |
| Copa Africana de Naciones | Selección de Senegal | Camerún | 2021 |

(*) Incluyendo la selección.